# Jan Kudlička
Jan Kudlička (ur. 29 kwietnia 1988 w Opawie) – czeski lekkoatleta, specjalizujący się w skoku o tyczce.

## Osiągnięcia
- 6. miejsce na mistrzostwach świata juniorów młodszych (Marrakesz 2005)
- 5. miejsce podczas mistrzostw świata juniorów (Pekin 2006)
- 9. miejsce podczas igrzysk olimpijskich (Pekin 2008)
- 8. miejsce podczas młodzieżowych mistrzostw Europy (Kowno 2009)
- 23. miejsce podczas mistrzostw świata (Berlin 2009)
- 10. lokata na mistrzostwach Europy (Barcelona 2010)
- 9. miejsce podczas mistrzostw świata (Daegu 2011)
- 6. miejsce na mistrzostwach Europy (Helsinki 2012)
- 7. miejsce na igrzyskach olimpijskich w Londynie
- 5. miejsce na halowych mistrzostwach Europy (Göteborg 2013)
- 7. miejsce na mistrzostwach świata (Moskwa 2013)
- brązowy medal na halowych mistrzostwach świata (Sopot 2014)
- brązowy medal mistrzostw Europy (Zurych 2014)
- 7. miejsce na halowych mistrzostwach Europy (Praga 2015)
- 13. miejsce na mistrzostwach świata (Pekin 2015)
- 4. miejsce podczas halowych mistrzostw świata (Portland 2016)
- srebrny medal mistrzostw Europy (Amsterdam 2016)
- 4. miejsce na igrzyskach olimpijskich (Rio de Janeiro 2016)
- 4. miejsce na halowych mistrzostwach Europy (Belgrad 2017)
- 18. miejsce podczas mistrzostw świata (Londyn 2017)
- 25. lokata na mistrzostwach Europy (Berlin 2018)
- wielokrotny mistrz Czech oraz reprezentant kraju w pucharze Europy oraz drużynowym czempionacie Starego Kontynentu

## Rekordy życiowe
- skok o tyczce – 5,83 (2013 i 2016) wynik z 2016 jest rekordem Czech
- skok o tyczce (hala) – 5,80 (2014 i 2017)
- skok w dal – 7,55 (2007)